# Даніель Шарль-Альфред
Даніель Шарль-Альфред (фр. Daniel Charles-Alfred, 9 травня 1934, Фор-де-Франс — 17 вересня 2020, Сен-П'єр) — французький футболіст, що грав на позиції захисника за «Нім-Олімпік» та національну збірну Франції.

## Клубна кар'єра
У дорослому футболі дебютував 1954 року виступами за команду «Голден Стар» з рідного Фор-де-Франс, в якій провів чотири сезони. 
1958 року перейшов до клубу «Нім-Олімпік», за який відіграв десять сезонів. Більшість часу, проведеного у складі «Нім-Олімпіка», був основним гравцем захисту команди. Завершив професійну кар'єру футболіста виступами за «Нім-Олімпік» у 1968 році.

## Виступи за збірну
1964 року дебютував в офіційних матчах у складі національної збірної Франції. Того року загалом провів у її формі чотыры матчі.
Помер 17 вересня 2020 року на 87-му році життя в Сен-П'єрі.
| Дата       | Місто      | Господарі  | Результат | Гості    | Турнір            | Голи | Примітки |
| ---------- | ---------- | ---------- | --------- | -------- | ----------------- | ---- | -------- |
| 23-5-1964  | Будапешт   | Угорщина   | 2 – 1     | Франція  | Відбір до ЧЄ 1964 | -    |          |
| 4-10-1964  | Люксембург | Люксембург | 0 – 2     | Франція  | Відбір до ЧС 1966 | -    |          |
| 11-11-1964 | Париж      | Франція    | 1 – 0     | Норвегія | Відбір до ЧС 1966 | -    |          |
| 2-12-1964  | Брюссель   | Бельгія    | 3 – 0     | Франція  | товариський матч  | -    |          |
| Усього     |            | Матчів     | 4         |          | Голів             | 0    |          |